# Guillaume Des Marez
Guillaume Des Marez, född 15 augusti 1870 i Courtrai, död 2 november 1931 i Ixelles, var en belgisk historiker.
Des Marez var professor vid Université Libre de Bruxelles, stadsarkivarie i Bryssel, en av grundarna av Institute de sociologie. Han har skrivit flera verk om Belgiens historia.